# Marmaray

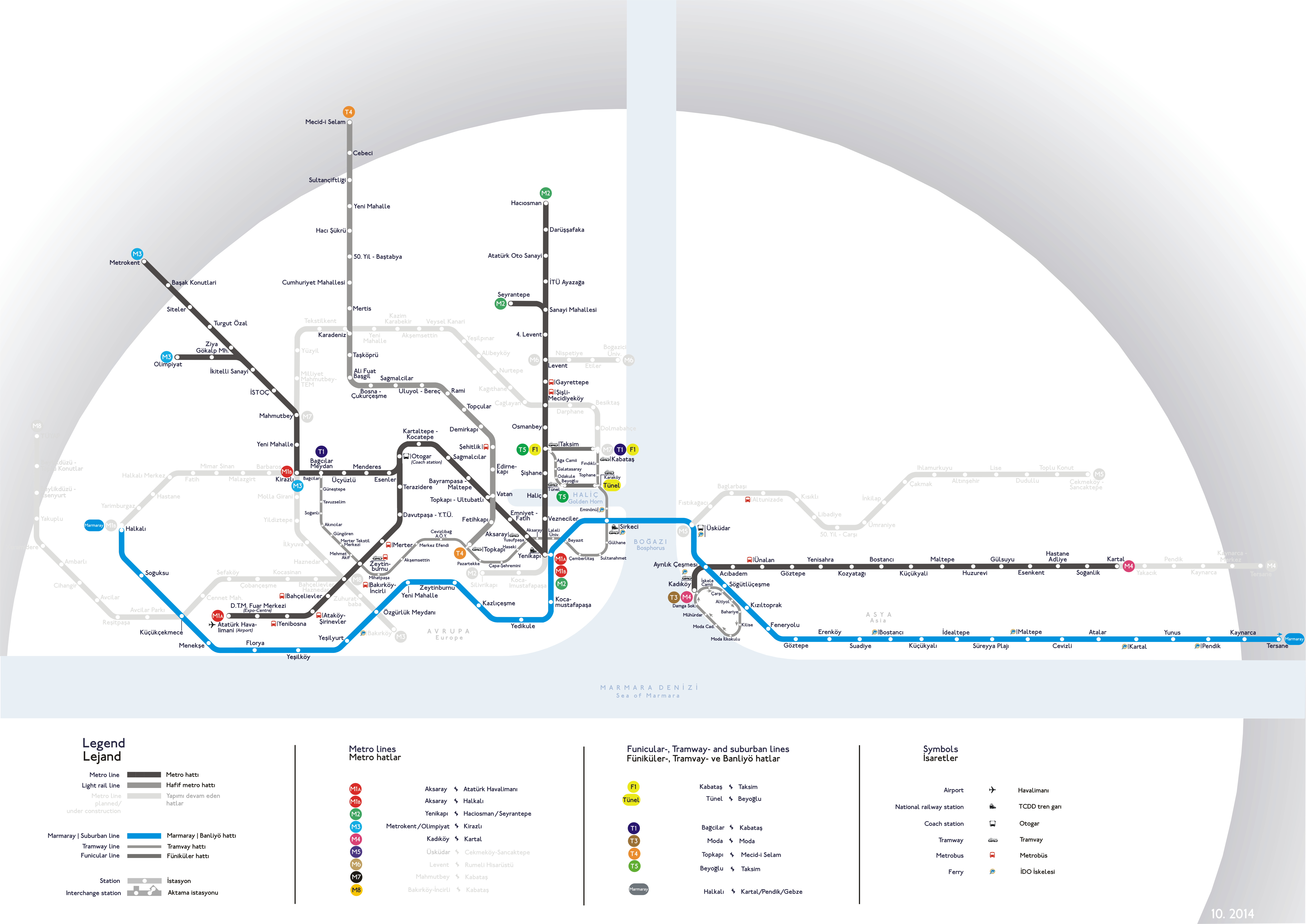
Projekt Marmaray spojuje příměstskou železniční síť (modře) na evropské straně s asijskou stranou tunelem pod Bosporskou úžinou

Marmaray je železniční dopravní projekt v Istanbulu o celkové délce 76,6 km, jehož součástí je stavba železničního tunelu pod Bosporem a výstavba a modernizace stávajících tratí podél Marmarského moře z Halkalı na evropské straně do Gebze na asijské straně. Součástí projektu je též výstavba nových příměstských tratí. Název je odvozen od Marmarského moře a tureckého slova ray pro kolejnice. Projekt slouží i jako dálková železniční trať jako první železniční spojení s normálním rozchodem mezi Evropou a Asií. Tunel pod Bosporem je v provozu od 29. října 2013.
Druhá fáze projektu (mezi Gebze a Ayrılık Çeşmesi na asijské straně a mezi Kazlıçeşme a Halkalı na evropské straně) měla být otevřena v roce 2015, projekt byl však v roce 2014 zastaven. Práce byla obnovena v únoru 2017 a celá trase byla otevřena 12. března 2019.

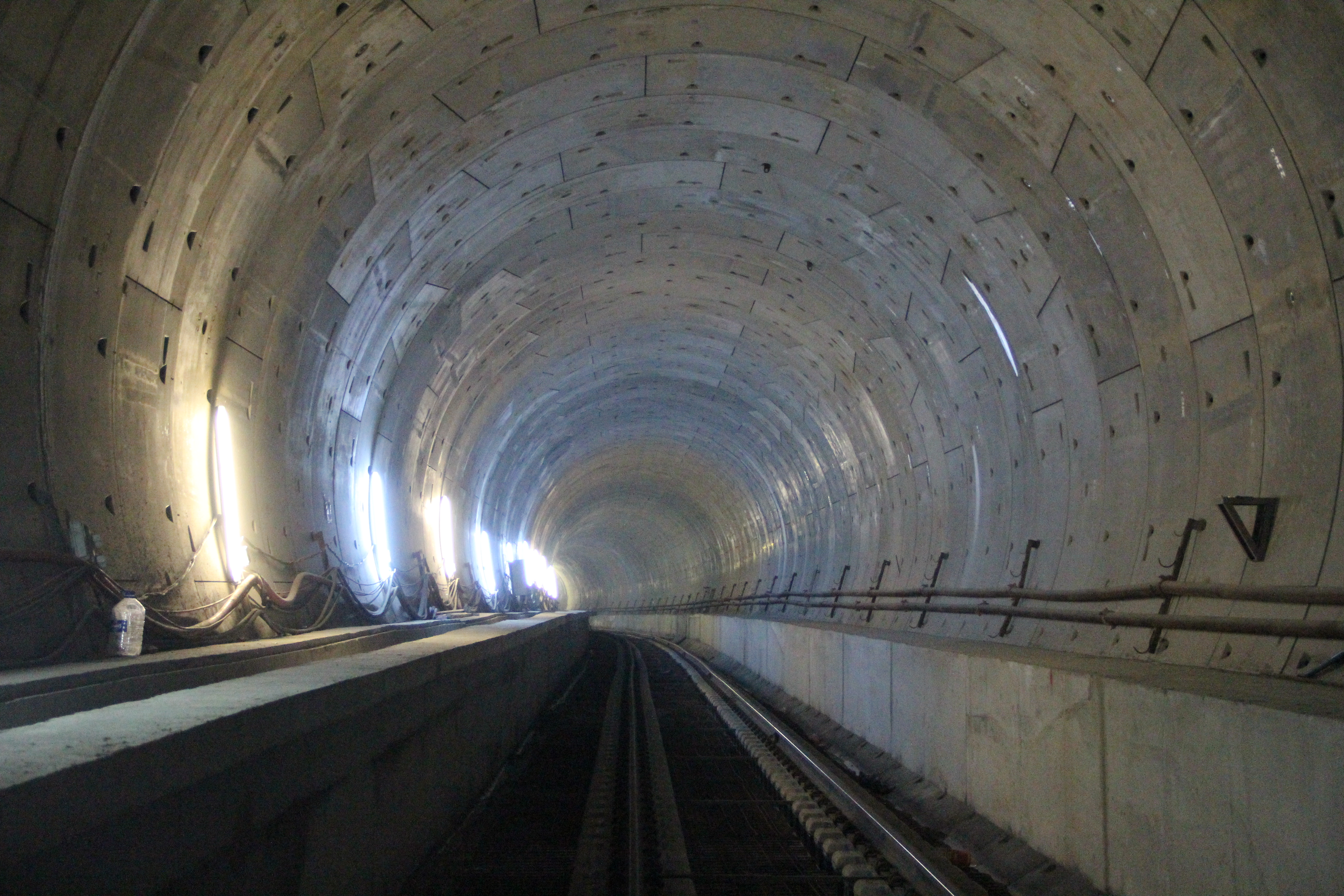
Tunel Marmaray

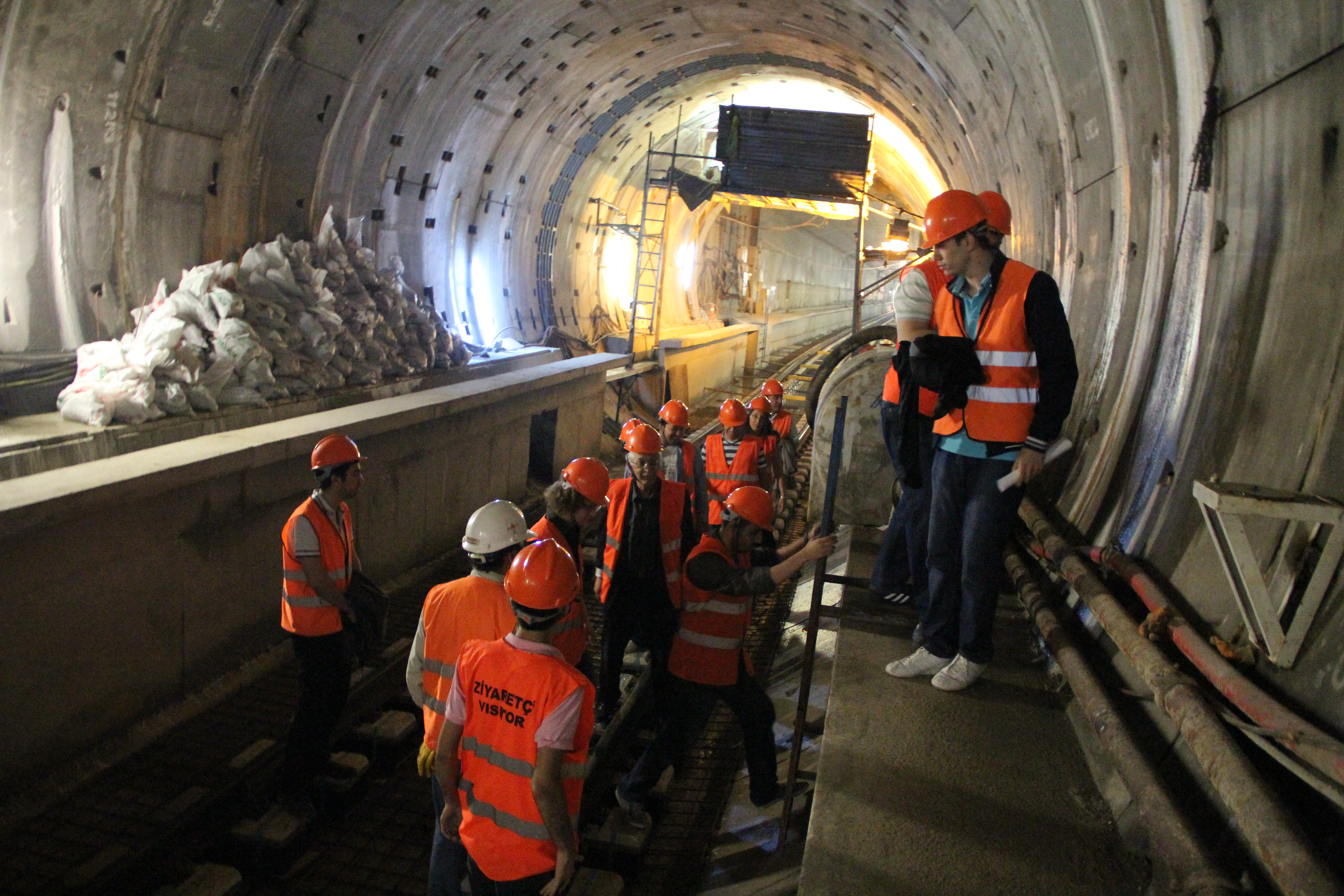
Stavební práce (květen 2012)

## Technické údaje
- Rozchod: 1435 mm
- Napájení: 25 kV, 50 Hz nadzemní sítí
- Délka tratě: 76,3 km
  - z toho trojkolejné nadzemní tratě: 62,7 km
  - novostavba tunelu: 13,6 km
    - z toho pod mořským dnem: 1,4 km
    - v režimu tunelování: 9,8 km
    - v režimu odkrytém: 2,4 km
- nejhlubší bod (pod hladinou moře): −56 m
- maximální stoupání: 18 ‰
- minimální poloměr oblouku: 300 m
- počet stanic: 40
  - z toho novostavba podzemních stanic: 3
  - z toho stanic pro dálkovou dopravu: 8
- maximální rychlost: 100 km/h
- průměrná rychlost příměstských vlaků: 45 km/h
- interval: 2 až 10 minut
- délka příměstských souprav: max. 220 m (10 vozů)
- počet nových vozů